# 日本ラグビーリーグ協会
一般社団法人日本ラグビーリーグ協会（いっぱんしゃだんほうじんにほんラグビーリーグきょうかい）は、日本における13人制のラグビーリーグの国内競技連盟である。国際競技連盟の国際ラグビーリーグ連盟やアジア太平洋ラグビーリーグ連盟に加盟している。

## 沿革
1993年（平成5年） - ラグビーリーグが日本に伝わり、協会を設立。
1994年（平成6年） - ラグビーリーグ日本代表が結成される。
1997年（平成9年） - 国内初の国際試合を行う。

## 日本代表チーム
詳細は「ラグビーリーグ日本代表」を参照。
ラグビーリーグ日本代表には「サムライズ」という愛称がある。
2017年11月4日、日本代表と香港代表との初めての対戦が香港キングスパークで行われ、日本代表が24対22で勝利した。
2018年6月16日、日本代表と香港代表との2回目の対戦（第2回東アジア・ラグビーリーグ・ネイションズカップ）が稲城中央公園総合グラウンド（東京都稲城市）で行われ、20-32で敗れた。
2024年2月24日、日本代表対タイ代表の国際試合をシドニー（オーストラリア）で行い、0-46で敗れた。
2024年10月13日、日本代表と香港代表との3回目の対戦（第3回東アジア・ラグビーリーグ・ネイションズカップ）を、広尾町コミュニティグリーンパーク（北海道広尾町）で実施。

## 国内チーム
2023年3月30日時点で、以下の社会人チームへのWEBリンクが存在する。
- Abiko Ducks - 千葉県我孫子市。2020年創立。
- 東京13ウォーリアーズ - 東京臨海エリアが拠点。2016年シーズン優勝。
- 新宿ジャイアンツ - 新宿区内が主な拠点。2015年シーズン優勝。
- サウス池袋ラビトーズ （South Ikebukuro Rabbitohs）- 豊島区が拠点。2016年発足。
- 関西雷 Kansai Kaminari - 関西エリアが拠点。

2022年6月11日・7月30日に「JRL National Cup2022 EAST DIVISION」が行われ、「South Ikebukuro Rabbitohs（サウス池袋ラビトーズ）」と「Abiko Ducks＆Spartans（合同チーム）」とで対戦が行われた。
2023年6月10日、葛飾区奥戸総合スポーツセンター陸上競技場で行われた「JAPAN RUGBY LEAGUE NATIONAL CUP」第3節、South Ikebukuro RABBITOHS と SPARTANS の対戦が行われた。

## タグラグビーリーグ OZTAG
13人制ラグビーリーグルールでのタグラグビーとして、「OZTAG（オズタグ）」を運営している。
これとは別に、15人制ラグビー・7人制ラグビーのラグビーユニオンとしても、日本ラグビーフットボール協会が、主に小学生に向けてタグラグビーの普及を進めている。

## 大会
- JRLナショナルカップ[17][18]